# Alessandro Bisolti
Alessandro Bisolti (Gavardo, 7 marzo 1985) è un ex ciclista su strada italiano, professionista dal 2009 al 2023. Scalatore, originario di Idro, ha partecipato a quattro edizioni del Giro d'Italia.

## Palmarès
- 2006 (Team Palazzago, una vittoria)

Classifica generale Giro della Valle d'Aosta
- 2007 (Team Palazzago, due vittorie)

Chieti-Casalincontrado-Blockhaus
Trofeo S.C. Marianese - Madonna del Ghisallo

### Altri successi
- 2006 (Team Palazzago)

Classifica a punti Giro della Valle d'Aosta

## Piazzamenti

### Grandi Giri
- Giro d'Italia

2010: 74º
2015: 49º
2016: 81º
2020: 90º

### Classiche monumento
- Giro di Lombardia

2010: ritirato
2011: ritirato
2015: ritirato
2017: 94º
2020: ritirato